# Jacques d'Amboise (religieux)
Pour les articles homonymes, voir Jacques d'Amboise et Amboise.
Jacques d'Amboise né entre 1440 et 1450, et mort en 1516 est un prélat et un mécène français.
Il fut abbé de Jumièges, de Cluny et de Saint-Alyre de Clermont, ainsi qu'évêque de Clermont. Avant de prendre les ordres, il tua un homme en duel sous l'arbitrage prud'homme de Louis II d'Amboise.

## Biographie

### Origines et premières années
Jacques d'Amboise est issu d'une famille de très vieille noblesse, fils d'Anne de Bueil et de Pierre d'Amboise, seigneur de Chaumont. Il est leur septième enfant, dans une fratrie qui en compte 17.
Entré chez les bénédictins, il devient abbé de Jumièges, y remplaçant son frère Louis Ier d'Amboise, nommé évêque d'Albi. Élu au mois de janvier 1474, il prête serment de fidélité au roi le 20 février suivant et prend possession de sa charge le 28 mai de la même année.

### Abbé de Cluny

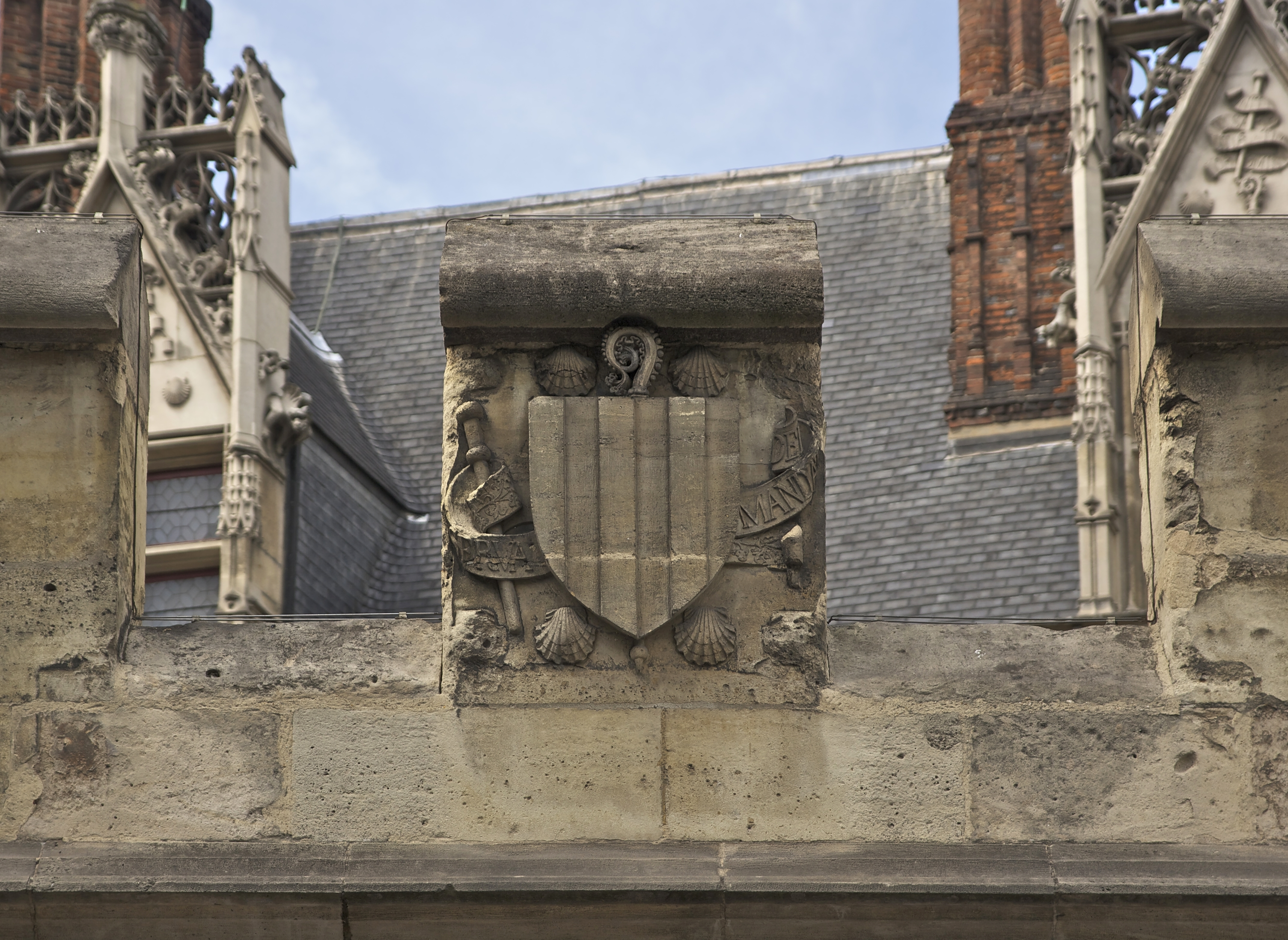
Armoiries de Jacques d'Amboise sur un créneau de l'hôtel de Cluny, à Paris, qu'il fit agrandir.

En 1485, il succède à Jean de Bourbon comme abbé de Cluny. Il fait alors reconstruire l'hôtel parisien des abbés de Cluny, sa chapelle et le collège aujourd'hui disparu. Situé en bordure des ruines gallo-romaines, l'hôtel de Cluny reçoit de nombreux hôtes royaux et est habité par le cardinal Mazarin en 1634.
Il achève également le palais abbatial de Paray-le-Monial.
En 1500, il introduit la réforme à Saint-Martin-des-Champs, prieuré parisien de l'ordre de Cluny.
Au début du XVIe siècle, des travaux sont entrepris à sa demande au pied des contreforts des absidioles du chevet de l'église basilique du prieuré Saint-Denis de Nogent-le-Rotrou, où l'un des contreforts du chœur porte les armes de Jacques d'Amboise[réf. nécessaire].

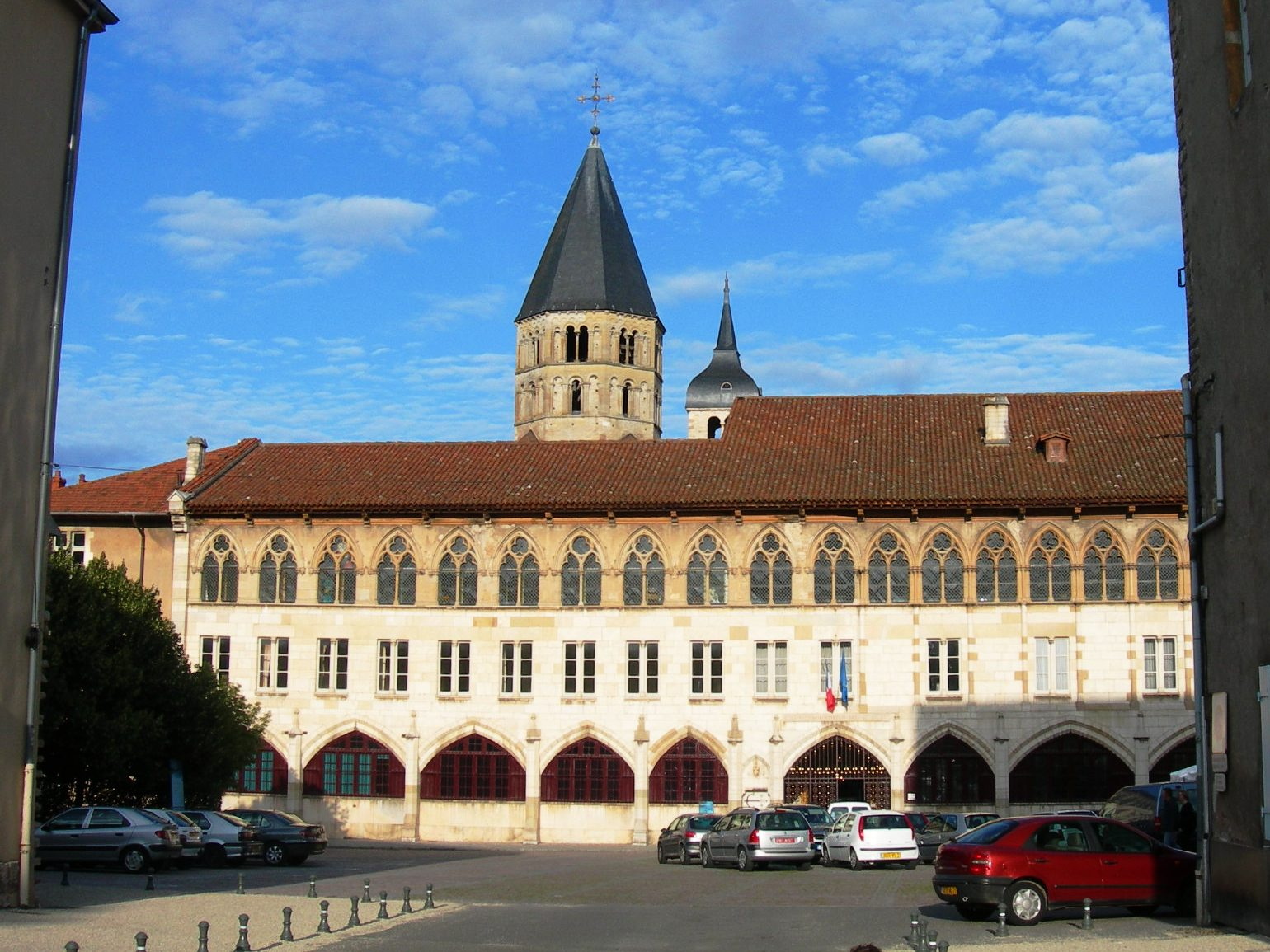
Abbaye de Cluny (Saône-et-Loire).
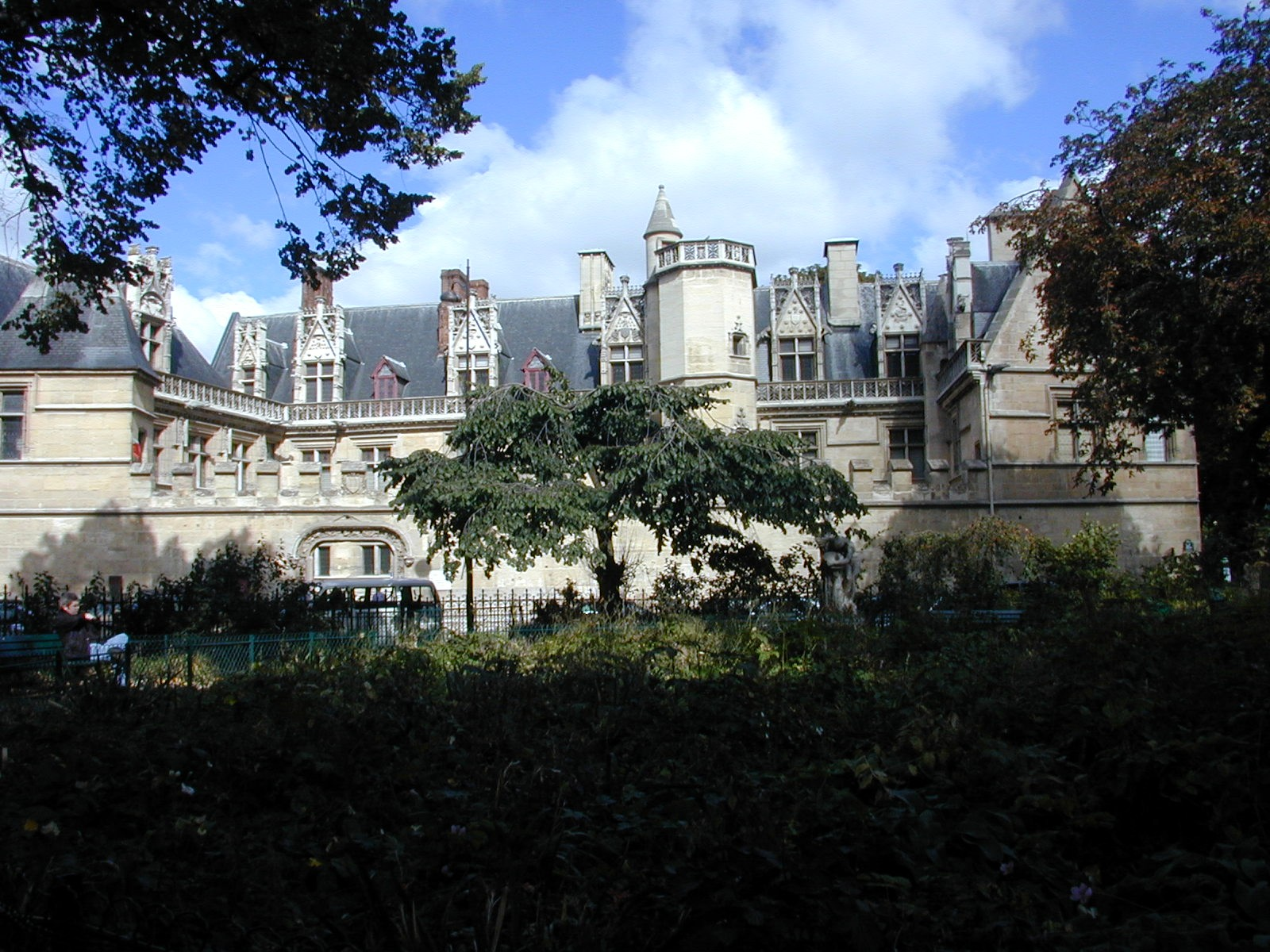
Hôtel de Cluny à Paris, reconstruit par Jacques d'Amboise au début du XVIe siècle.
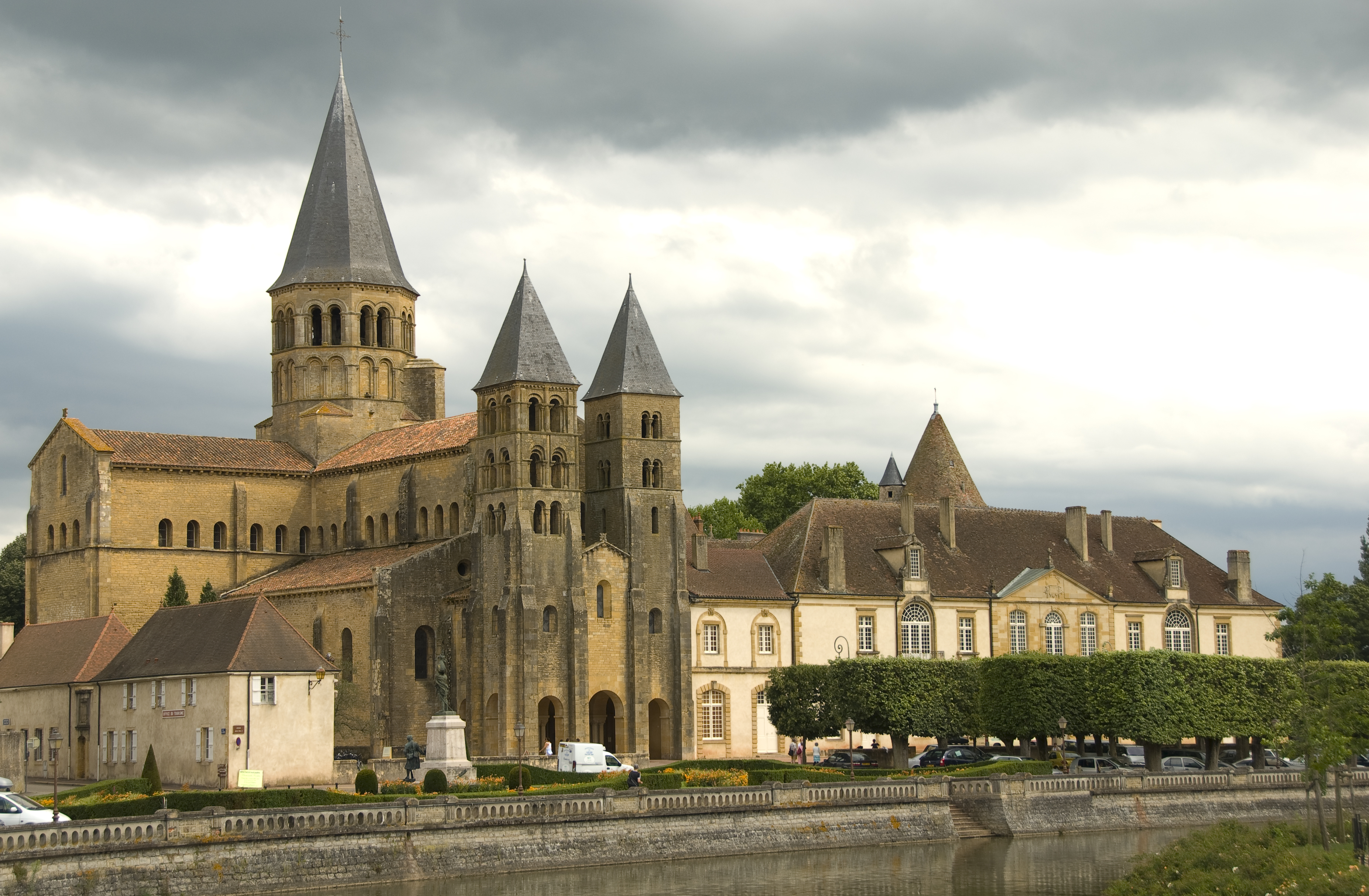
Palais abbatial et basilique du Sacré-Cœur de Paray-le-Monial.

### Abbé de Saint-Alyre-lès-Clermont
En 1488, alors qu’il n’est qu’administrateur perpétuel des biens de l’abbaye, Jacques d'Amboise édicte un premier règlement pour Saint-Alyre, qu'il fait lire et expliquer chaque mois en chapitre. Devenu abbé, il songe en 1499 à faire réformer l'établissement par les bénédictins réformés de Chezal-Benoît. C'est chose faite en 1500, lorsque Jacques d'Amboise résigne Saint-Alyre en faveur d'un religieux cazalien. La réforme s’accompagne d’une importante campagne de travaux (église, dortoir, chapitre, réfectoire).

### Évêque de Clermont

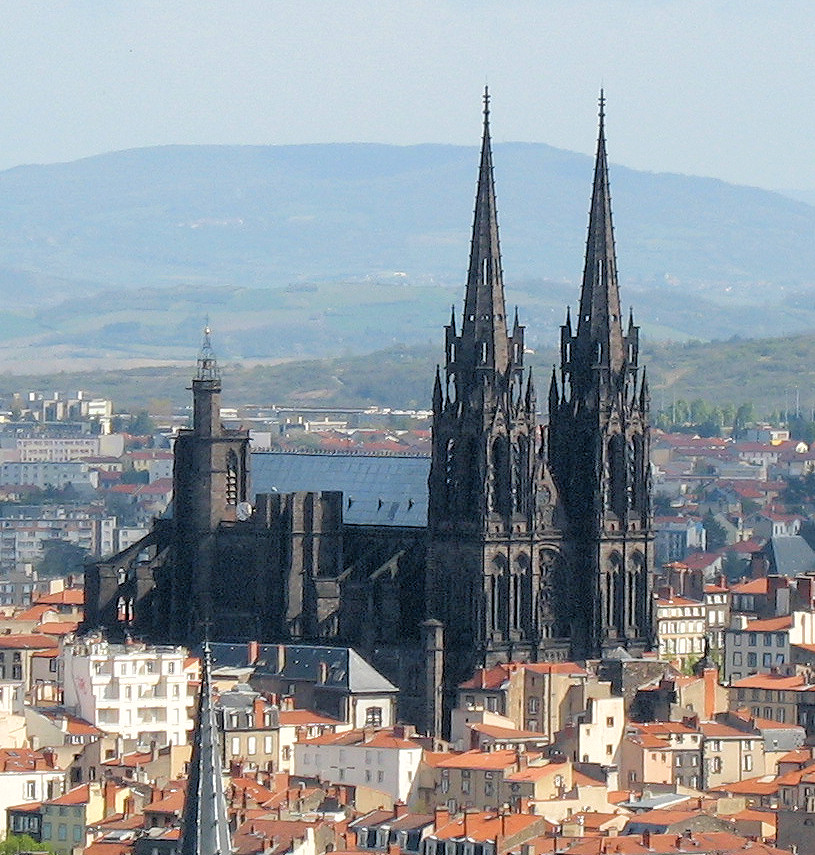
Cathédrale Notre-Dame-de-l'Assomption de Clermont.

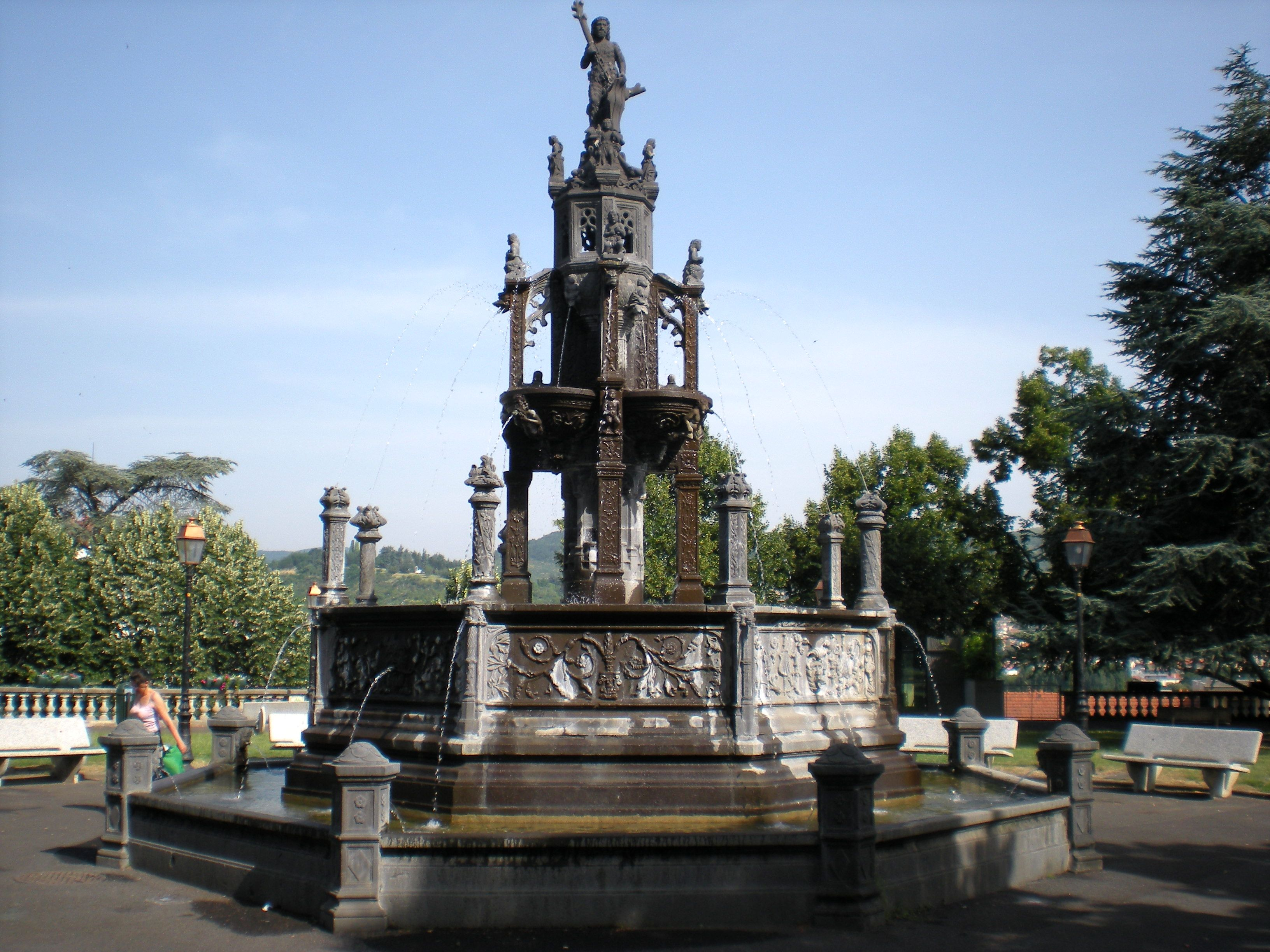
La fontaine d'Amboise à Clermont-Ferrand.

L'évêché de Clermont étant devenu vacant, à la fin de l'année 1504, Louis XII y nomme Jacques d'Amboise. Le nouvel évêque reçoit dès 1506 de son frère, le cardinal-légat Georges, le pouvoir de visiter tous les établissements religieux de son diocèse et de les réformer, d'où des conflits avec plusieurs communautés religieuses farouchement attachées à leur privilège d'exemption de la juridiction épiscopale.
À Clermont, Jacques d'Amboise s'illustre par plusieurs réalisations artistiques ou architecturales. Il y fait achever la cathédrale, dont il fait aussi remplacer la toiture de tuiles par une couverture de plomb. Il dote l'édifice d'une grande tenture de chœur dont quatre pièces se trouvent aujourd'hui au musée de l'Ermitage à Saint-Pétersbourg, et pourvoit richement la bibliothèque épiscopale. Il y fait également édifier en 1515 la fontaine qui porte ses armes et son nom.
Comme ses frères Louis et Georges, il a un grand sens de la famille : il veille à transmettre de son vivant ses différentes charges à ses neveux. Il orne chacune de ses commandes des armoiries familiales, d'or palé de gueules. Il fait même placer des priants au nom de sa famille autour de l'autel, contrairement à l'usage qui réserve ces emplacements au collège apostolique.
Il reste évêque de Clermont jusqu'à son décès, le 27 décembre 1516.